# Radetzky-osztály (csatahajók)
A Radetzky csatahajóosztály mindhárom tagját a Stabilimento Tecnico Triestino készítette. Az osztály tagjai: az SMS Erzherzog Franz Ferdinand, az SMS Radetzky és az SMS Zrínyi.
A három csatahajót a korszak legnagyobb és legerősebb csatahajóinak szánták, de az építésük elhúzódása, valamint a csatahajóépítés terén bekövetkezett gyors és óriási haditechnikai fejlődés, a forradalmi, 10 db 305 mm-es löveggel felszerelt brit HMS Dreadnought szolgálatba állítása miatt csak pre-dreadnought csatahajók lettek. A három csatahajó szükségessége már Erzherzog-osztály építésekor (1905.) felmerült, de csak 1908 februárjának végén terjesztett elő javaslatot a Tengerészeti Szekció Hivatala. 1911-ben az SMS Erzherzog Franz Ferdinand volt a flotta zászlóshajója. A Balkán-háború idején a hajóosztály mindhárom egysége a Jón-tengeren volt. Olaszország részben a Radetzky-osztály jelentette kihívásra válaszul kezdte meg első dreadnought csatahajója, a Dante Alighieri építését. Az első világháború alatt a Radetzky-osztály hajói a II. csatahajóosztály tagjai voltak. 1915. május 23-án részt vettek az olasz partok lövésében.